# Nemopilema nomurai
Nemopilema nomurai is een relatief grote kwallensoort die met name voorkomt in de Gele- en Oost-Chinese Zee. Ze worden tot 2 meter breed en kunnen tot 220 kg per stuk wegen.
De soort is de enige bekende soort binnen het geslacht Nemopilema. De soort is vernoemd naar Kan'ichi Nomura.